# Acuzații de genocid în Donbas
În perioada premergătoare invaziei sale asupra Ucrainei, Rusia a acuzat fals Ucraina de genocid împotriva populației vorbitoare de limba rusă din regiunea Donbas. Ucraina a luptat împotriva forțelor separatiste ruse în războiul din Donbas din 2014 până în 2022. Președintele rus Vladimir Putin a folosit această acuzație de genocid pentru a justifica invazia Ucrainei. Nu există dovezi care să susțină această acuzație, iar ea a fost respinsă pe scară largă.
După invazie, Ucraina a adus cazul în fața Curții Internaționale de Justiție (CIJ) pentru a contesta acuzația Rusiei. În cadrul procedurilor din cazul Ucraina vs. Federația Rusă, CIJ a declarat că nu a găsit nicio dovadă de genocid. De asemenea, Asociația Internațională a Cercetătorilor Genocidului a respins acuzația Rusiei. Rapoarte suplimentare ale a 30 de experți juridici și cercetători ai genocidului avertizează că acuzațiile Rusiei fac parte din tehnica „acuzării în oglindă”, dezvăluind în cele din urmă incitarea Rusiei la comiterea genocidului împotriva ucrainenilor.

## Războiul din Donbas și acuzații
Există numeroase populații vorbitoare de limba rusă în estul și sudul Ucrainei, iar populația vorbitoare de limba rusă reprezintă marea majoritate în cele două regiuni Donețk și Luhansk (Donbas) din estul Ucrainei. Aceste regiuni sunt însă încă etnice ucrainene, rușii etnici fiind o minoritate. Imediat după Revoluția ucraineană din 2014, forțele separatiste ruse înarmate au declarat independența celor două regiuni, declanșând războiul din Donbas. În același timp, guvernul proeuropean de la Kiev a început să promoveze treptat limba ucraineană pentru a reduce din rolul dominant al limbii ruse în Ucraina.
În total, aproximativ 14.300 de persoane au fost ucise în războiul din Donbas, atât soldați, cât și civili. Potrivit Biroului Înaltul Comisar al ONU pentru drepturile omului, 6.500 erau forțe separatiste rusești, 4.400 erau forțe ucrainene, iar 3.404 erau civili de ambele părți ale liniei frontului. Marea majoritate a deceselor civile au avut loc în primul an, iar rata mortalității în războiul din Donbas era de fapt în scădere înainte de invazia rusă din 2022: în 2019 au existat 27 de decese civile legate de conflict, în 2020 au existat 26 de decese, iar in 2021 au existat 25 de decese, peste jumătate din acestea provenind de la mine și muniție neexplodată.
Din 2014, guvernul rus a acuzat Ucraina că îi persecută pe ucrainenii din regiunea Donbas din estul Ucrainei cu amenințări cu violența sau moartea, iar președintele rus Putin a comparat situația cu genocidul în 2015, 2019 și 2021.
Pe 23 februarie 2022, cu o zi înainte de invazia rusă a Ucrainei, Ucraina a făcut apel la comunitatea internațională la Adunarea Generală a ONU să oprească planurile de agresiune ale Rusiei. Reprezentantul permanent al Rusiei la Națiunile Unite, Vasily Nebenzya⁠(d), a declarat: „Având în vedere genocidul flagrant și cele mai importante drepturi ale omului ale oamenilor din lume - dreptul la viață sunt încălcate, iar țara noastră nu poate rămâne indiferentă la soarta celor 4 milioane de oameni din Donbas.”
La o întâlnire cu Camera Civică a Federației Ruse din 3 noiembrie 2023, președintele rus Vladimir Putin a afirmat că, după Revoluția ucraineană din 2014, Ucraina „a început să extermine rușii din Donbas”.

## Reacții
Organizația pentru Securitate și Cooperare în Europa (OSCE), care a monitorizat conflictul din Ucraina din 2014 până la 31 martie 2022, a declarat că nu a găsit niciodată dovezi care să susțină acuzațiile Rusiei.
Pe 7 martie 2022, Ucraina a depus o plângere la Curtea Internațională de Justiție (CIJ), afirmând că acuzațiile Rusiei de genocid sunt false și nu pot constitui în niciun caz o bază legală pentru invazie. La 16 martie, Curtea Internațională de Justiție a declarat că nu a văzut nicio dovadă de genocid și a hotărât că Rusia trebuie să „înceteze imediat operațiunile militare din Ucraina”. Curtea a adăugat: „Ucraina are dreptul rezonabil de a nu accepta acțiuni militare din partea Federației Ruse pentru a preveni și pedepsi așa-zisul genocid din Ucraina.”
Asociația internațională a Cercetătorilor Genocidului⁠(d) (IAGS) a emis o declarație în februarie 2022, în numele a peste 300 de experți în genocid, condamnând „folosirea greșită a termenului de genocid” de către Rusia pentru a „își justifica propria violență”. Melanie O'Brien, președinta IAGS, a declarat că „nu există absolut nicio dovadă că în Ucraina are loc un genocid”.
În februarie 2022, cancelarul german Olaf Scholz a calificat afirmațiile lui Putin drept „ridicole”, afirmând că nu există nicio dovadă de genocid în estul Ucrainei.